# Piracicaba
Piracicaba es un municipio brasileño del estado de São Paulo. Ubicada a una altitud de 547 metros. Su población estimada en 2004 era de 456.418 habitantes. Posee una área de 1371,8 km².

## Toponimia
El nombre de la ciudad viene de un dialecto tupí-guaraní, significado "lugar donde el pez para": es una referencia a las grandiosas caídas de río Piracicaba que bloquean la piracema de los peces[cita requerida].
De acuerdo a João Mendes de Almeida, Piracicaba proviene de Pihá-ci-quâ-bo, «de peldaño en peldaño, a los golpes». De pihá, «peldaño, escalera», ci, partícula distributiva, quâ, «golpe», bo (breve), 
aludiendo al modo en que caen las aguas del río Piracicaba, golpeando en una serie de cascadas.

## Historia
Piracicaba fue fundada en 1767, a orillas del río Piracicaba, manantial vital para la región. Durante el siglo XIX se desarrolló la agricultura en el municipio, con énfasis en el cultivo de caña de azúcar y café. Sin embargo, en la primera mitad del siglo XX la ciudad entró en decadencia. Con el fin del ciclo cafetalero y la constante caída de los precios del azúcar, la economía de Piracicaba se estancó, lo que sólo se revertiría después del inicio de su industrialización.
La ciudad se convirtió en una de las primeras en industrializarse del país, con la apertura de plantas manufactureras vinculadas al sector metalmecánico y de equipamiento para la producción de azúcar. Esta actividad se expandió a partir de la década de 1970 al sector sucroalcoholero, con la creación del programa Pró-álcool, destinado a la producción de alcohol hidratado para uso automotriz, debido a la crisis mundial del petróleo de 1973. Esto contribuyó significativamente al crecimiento de Piracicaba. crecimiento industrial en las siguientes décadas, alcanzando el 34.º PIB brasileño en 2021, albergando uno de los principales centros industriales de la región, además de contar con varias universidades.

## Industria
La ciudad es un importante polo regional de desarrollo industrial y agrícola, estando situada en una de las regiones más industrializadas y productivas de todo el Estado de São Paulo. La región concentra una población aproximada de 1,2 millón de habitantes.
El complejo industrial de la región de Piracicaba está formado por más de cinco mil industrias, destacándose las actividades de los sectores metalúrgico, mecánico, textil, alimenticio y combustibles (producción de petroquímicos y de alcohol).

## Religión
El Cristianismo está presente en la ciudad de la siguiente manera:

### Iglesia
La iglesia católica del municipio forma parte de la diócesis de Piracicaba.

### Iglesia Protestante
En la ciudad están presentes las más diversas creencias evangélicas, principalmente pentecostales, incluidas las Asambleas de Dios de Brasil (la iglesia evangélica más grande del país), Congregación Cristiana, entre otras. Estas denominaciones están creciendo cada vez más en todo Brasil.

## Ciudades hermanas
- Santa Ana, El Salvador